# Сельвінський Ілля Львович

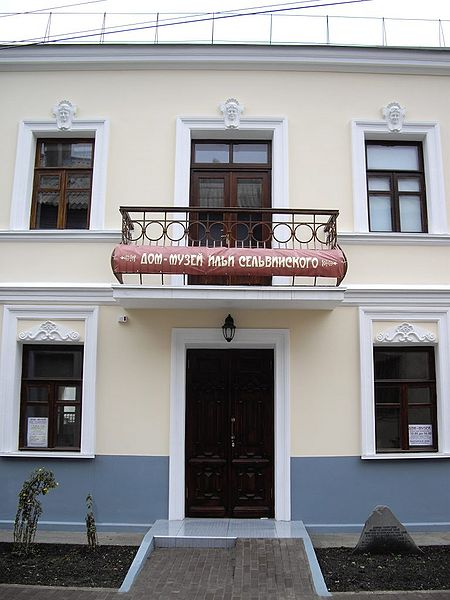
Будинок, в якому народився і мешкав поет Ілля Сельвінський в 1899—1906 роках

Ілля́ (Карл) Льво́вич Сельві́нський (рос. Илья Львович Сельвинский; 12(24) жовтня 1899, Сімферополь — 22 березня 1968, Москва) — російський радянський поет, журналіст, перекладач.
Очолював у 1920-х роках течію конструктивістів. Народився 1899 року в Сімферополі у кримчацькій родині, помер 1968 року, похований в Криму. Перекладав твори Тараса Шевченка російською мовою.
1989 року в Сімферополі відкрито Будинок-музей Іллі Сельвінського.